# John Savidan
John Savidan (John William „Billy“ Savidan; * 12. Mai 1902 in Auckland; † 8. November 1991) war ein neuseeländischer Langstreckenläufer.
Bei den British Empire Games 1930 in Hamilton siegte er über sechs Meilen.
1932 wurde er bei den Olympischen Spielen in Los Angeles jeweils Vierter über 5000 und 10.000 Meter.
Siebenmal wurde er Neuseeländischer Meister über drei Meilen (1927–1929, 1932–1934, 1937) und sechsmal im Crosslauf (1927–1929, 1931, 1933, 1935).

## Persönliche Bestzeiten
- 5000 m: 14:49,6 min, 5. August 1932, Los Angeles
- 10.000 m: 31:09,0 min, 31. Juli 1932, Los Angeles